# 本渡大火
本渡大火（ほんどたいか）は、熊本県本渡市（現在の天草市本渡地域）で発生した大火。1964年（昭和39年）10月25日の大火を指すことが多い。

## 1960年の大火
1960年（昭和35年）8月26日未明、本渡市小松原桜町の旅館を出火元とする火災が発生した。火元の旅館など6棟が全焼し、観光客2人が焼死した。

## 1964年の大火

### 経過
1964年（昭和39年）10月25日午前3時15分、本渡市の本渡中央商店街で火災が発生した。風速6メートル以上の強風が吹いており、干潮時間帯で消防水利が不足する状況だったことで消火が遅れ、商店街の他店舗にも延焼して午前6時30分に鎮火した。

### 被害
人的被害は死者1人、負傷者20人である。建物被害は焼損棟数76戸、被災者364人である。損害額は約9億5000万円である。

### 復興

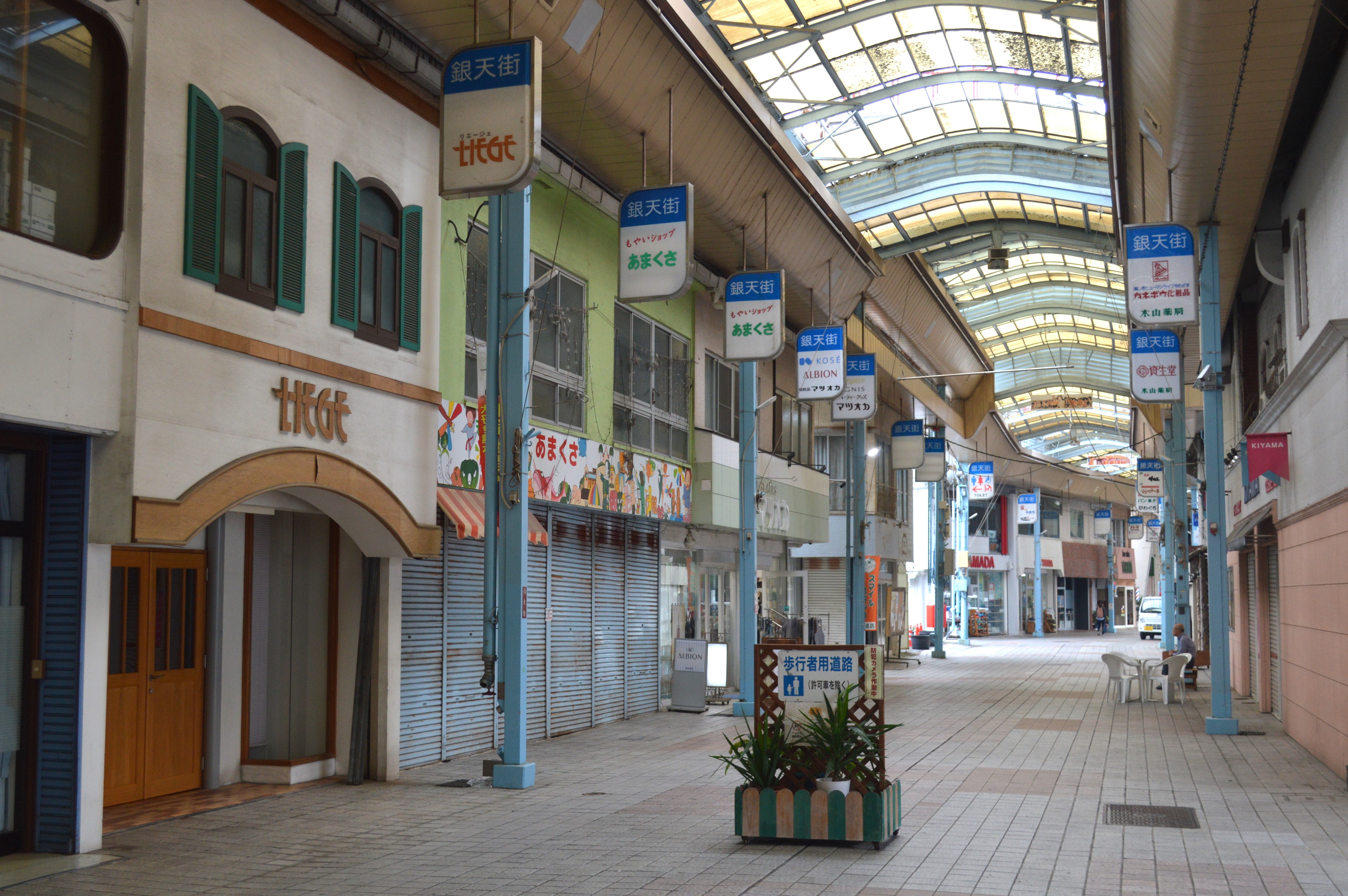
本渡大火後に設置された本渡中央商店街の全蓋式アーケード

1964年（昭和39年）12月には復興期成会が発足し、1965年（昭和40年）7月には土地区画整理事業を伴う復興事業に着工した。復興事業が完成したのは1967年（昭和42年）9月のことである。1972年（昭和47年）には全蓋式アーケードの本渡中央銀天街アーケードも完成した。
1993年（平成5年）5月、本渡商工会議所に火災復興記念碑が建立された。
2021年（令和3年）公開の映画『のさりの島』は本渡市街地を舞台としており、本渡大火に言及するシーンもある。